# Bessunger Straße 75
Das Wohnhaus Bessunger Straße 75 ist ein denkmalgeschütztes Gebäude im Stadtteil Bessungen der südhessischen Großstadt Darmstadt.

## Architektur und Geschichte
Das eineinhalbgeschossige Fachwerkhaus wurde im 18. Jahrhundert erbaut.
Das giebelständige Wohnhaus besitzt ein abgewalmtes Mansarddach mit Biberschwanzdeckung.
Das Haus besitzt Sprossenfenster.
Die Fassade des ansonsten weitgehend intakt gebliebenen Hauses wurde nachträglich durch eine materialfremde Verkleidung gestört.

## Denkmalschutz
Das Fachwerkhaus besitzt eine raumprägende Wirkung für die Ecke Bessunger Straße/Eichwiesenstraße und den Forstmeisterplatz.  
Aus architektonischen, baukünstlerischen und stadtgeschichtlichen Gründen hat das Fachwerkhaus den Status eines Baudenkmals nach dem hessischen Denkmalschutzgesetz.